# Castro de Alcañices
Castro de Alcañices es una localidad española del municipio de Fonfría, en la provincia de Zamora y la comunidad autónoma de Castilla y León.
Perteneciente a la comarca de Aliste, es conocida por el embalse y la presa a la que presta su nombre, la presa de Castro. Esta fue construida por Iberdrola en 1952, justo en el punto en el que el Duero comienza a ser internacional.

## Toponimia
Antiguamente el pueblo se llamó «Castro Latronis» (Castro Ladrones), cambiándose posteriormente al nombre actual por sus connotaciones peyorativas. Castro, la primera parte de su nombre, deriva de que en el cerro contiguo al casco urbano por el oeste existió un asentamiento humano fortificado, lugar que las gentes del lugar siguen llamando «Los Castros».

## Geografía física

### Ubicación
Castro de Alcañices se encuentra situado en el suroeste zamorano. Hace frontera con Portugal. Dista 50 km de Zamora capital. 
Pertenece a la comarca de Aliste. Se integra dentro de la Mancomunidad Tierras de Aliste y el partido judicial de Zamora.
No posee ayuntamiento propio. Se encuentra integrado dentro del término municipal de Fonfría.
Está dentro del parque natural de Arribes del Duero, un espacio natural protegido de gran atractivo turístico.
|                               | Norte: Fonfría (Zamora)        |                      |
| Oeste: Brandilanes            |                                | Este: Pino del Oro   |
| Suroeste: Paradela (Portugal) | Sur: Villardiegua de la Ribera | Sureste: Villadepera |

### Accesos
A este pueblo se llega por la N-122 dirección Alcañices-Portugal saliendo de Zamora, pasando el municipio de Fonfría primer cruce a la izquierda. Se encuentra situado a 48 km de Zamora, la capital provincial, y a 20 km de Alcañices, la capital de la comarca de Aliste.

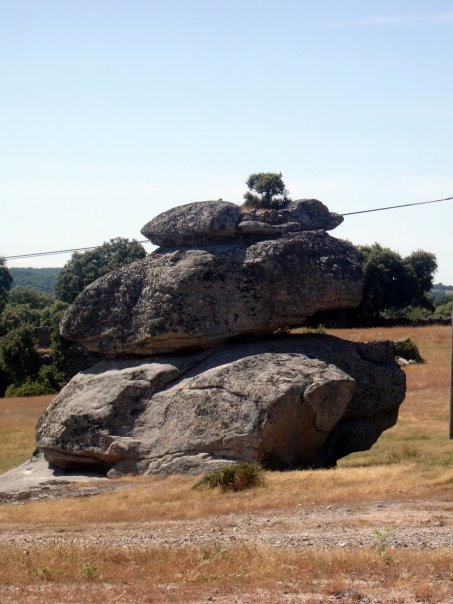
Peña La Era

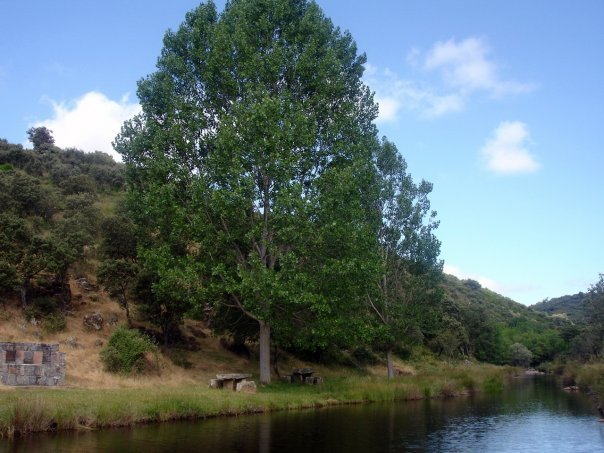
Ribera de Castro

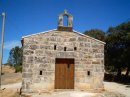
Ermita de Castro

## Cultura

### Fiestas
Celebra dos fiestas patronales de:
- El Corazón de Jesús.
- El 25 y 26 de julio en honor a Santiago Apóstol y Santa Ana.

### Gastronomía
En este pueblo como en la mayoría de los de la provincia de Zamora se celebra la matanza del cerdo entre los meses de noviembre, diciembre y enero, obteniendo productos tan variados como chorizos, morcillas, lomo...Un plato muy típico son las patatas con jabalí, el cual es cazado en batidas por cazadores muy aficionados en este pueblo. Destacando durante la matanza la chanfaina, el caldo de berzas durante el invierno y durante el verano los frejoles verdes y sin olvidarnos del café torrefacto portugués.

## Patrimonio
Destaca la iglesia del pueblo, de estilo románico, construida con piedra de la zona, la Ermita restaurada hace pocos años, la escuela convertida en un centro de reunión y ocio, así como en el término las peñas (Peña el Moro, Peñas los Moros, Buraco los Fornicos) y las tres fuentes romanas que rodean el pueblo (Fuente Nueva, Las Heras y Las Suertes). Asimismo, cabe destacar el Alto de los Castros, que está pegado al pueblo y es un buen observatorio.

## Historia
La propia toponimia de Castro de Alcañices lleva a deducir que la actual localidad se asienta sobre un antiguo castro prerromano, el cual habría sido reocupado ya en época medieval por las repoblaciones llevadas a cabo en el siglo X por parte de la monarquía leonesa.
En la Edad Media, la zona que ocupa Castro de Alcañices fue área de conflicto entre los reinos leonés y portugués en los siglos XII y XIII. No obstante, una nueva repoblación de Castro de Alcañices por parte de Nuño de Zamora, a inicios del siglo XIII, asignó de manera definitiva la localidad al Reino de León, fijando la frontera definitivamente.
Ya en la Edad Contemporánea, con la creación de las actuales provincias en 1833, Castro fue adscrito a la provincia de Zamora, dentro de la Región Leonesa, la cual, como todas las regiones españolas de la época, carecía de competencias administrativas. Un año después quedó integrado en el partido judicial de Alcañices, Asimismo, en torno a 1850, Castro de Alcañices perdió la condición de municipio, pasando a integrarse en el de Fonfría.
Castro dependió del partido judicial de Alcañices hasta que este fue suprimido en 1983 y sus municipios traspasados para engrosar el Partido Judicial de Zamora. Tras la constitución de 1978, Castro pasó a formar parte en 1983 de la comunidad autónoma de Castilla y León, en tanto localidad de un municipio integrado en la provincia de Zamora.

## Economía
La economía de Castro de Alcañices, como en la mayoría de los pueblos de la provincia de Zamora, ha estado tradicionalmente basada en la agricultura y la ganadería, consistiendo durante muchos años en agricultura y ganadería de subsistencia. Asimismo, los vecinos construían las casas con sus propias manos con materiales de la zona, sobre todo piedra y adobe.
Cuando Iberduero decidió hacer la presa, y empezaron los trabajos, Castro cambió de fisonomía. Mientras duraron los trabajos se llenó de personas de todas partes que llegaron a trabajar. Asimismo, esto conllevó que muchos vecinos y familiares se desvinculasen de su vida agrícola-ganadera de siempre para realizar otro modo de trabajo. De este modo, el trabajo tradicional del pueblo pasó a un segundo lugar. Hoy sin embargo son pocos los puestos de trabajo que se dan en la Central, centrados básicamente en tareas de mantenimiento, limpieza y cuidado de exteriores del poblado.

## Fiestas
Castro de Alcañices celebra sus fiestas patronales el 25 y 26 de julio, en honor de Santiago Apóstol y Santa Ana, con un programa de actividades que incluye folclore y música popular, bailes, gastronomía, juegos y convivencia popular. Asimismo, de carácter más religioso, se festeja el Sagrado Corazón de Jesús el 15 de junio.